# أبو أيوب المورياني
سليمان بن أبي سليمان الخوزي المعروف بـ (أبو أيوب المورياني) وزير عباسي ولي وزارة المنصور بعد خالد بن برمك (جد البرامكة) وأحسن القيام بأعمالها. ثم فسدت عليه نية المنصور، فأوقع به وعذبه وأخذ أمواله. وكان لبيبا فصيحا، أصله من موريان إحدى قرى الأهواز.

## الوزارة
كان أبو جعفر المنصور نائباً لسليمان بن حبيب بن المهلب في بعض كور فارس، لكن سليمان أتهم المنصور بخيانته وأعتقله وضربه بالسياط وكان ينوي قتله لولا أن دافع المورياني عنه، فاعتدها المنصور له واستوزره بعد ان عزل خالد بن برمك، واستمر وزيرًا له عشرين عامًا ثم إنه فسدت نيته فيه ونسبه إلى أخذ الأموال، وهم أن يوقع به فتطاول ذلك، فكان كلما دخل عليه ظن أنه سيوقع به ثم يخرج سالماً، فقيل إنه كان معه شيء من الدهن قد عمل فيه سحر فكان يدهن به حاجبيه إذا دخل على المنصور، فسار في العامة دهن أبي أيوب.

## سيرته
يقول ابن خلكان: «كان من دهاة العالم وله مشاركة قوية في الأدب والفلسفة والحساب والكيمياء والسحر والنجوم ولكنه ليس بفقيه وكان سمحاً جواداً متمولاً». و سمي بالخوزي نسبة إلى خوزستان-بضم الخاء الموحدة وسكون الواو وكسر الزاي وسكون السين المهملة وفتح التاء المثناة من فوقها وبعد الألف نون-وهي بلاد بين البصرة وفارس، وقيل إنما قيل له الخوزي لشحه، وقيل لأنه كان ينزل شعب الخوز بمكة.